# Archboldiodendron
Archboldiodendron é um género botânico pertencente à família Pentaphylacaceae.